# Лексикографічний код
Лексикографічний код (англ. lexicographic code) або лексикод жадібно створений код з виправлянням помилок з надзвичайно гарними властивостями. Був розроблений незалежно Левенштейном та Конвеєм зі Слоуном. Відомий як лінійний код над деякими скінченними полями.

## Побудова
Лексикод мінімальної відстані d і довжини n над скінченним полем утворюється починаючи з нульового вектора та ітеративно додається кожен наступний вектор (у лексикографічному порядку) мінімальної відстані Геммінга d від векторів доданих до сих пір. В якості прикладу, лексикод довжина 3 та мінімальної відстані 2 буде складатися з векторів помічених знаком «X» у наступному прикладі:
| Вектор | У коді? |
| ------ | ------- |
| 000    | X       |
| 001    |         |
| 010    |         |
| 011    | X       |
| 100    |         |
| 101    | X       |
| 110    | X       |
| 111    |         |
Так як, у прикладі, лексикоди є лінійними, то їх можна побудувати за базисом.